# Юта (округ)
Юта (англ. Utah) — округ штата Юта, США. При переписи населения в 2000 году было 368 540 человек, к 2008 году, по оценкам бюро переписи населения США численность населения составляет 530 837. Округ был назван в честь индейцев юта. Административный центр и самый большой город — Прово.

## География
Согласно бюро переписи населения США, общая площадь округа — 5545 км², из которых: 5176 км² — земля и 369 км² (6,66 %) — вода.
В центре округа расположена долина Юта, на востоке она граничит с горами Уошэтч Фронт (англ. Wasatch Front). Озеро Юта занимает большую часть долины.

### Охраняемые природные зоны

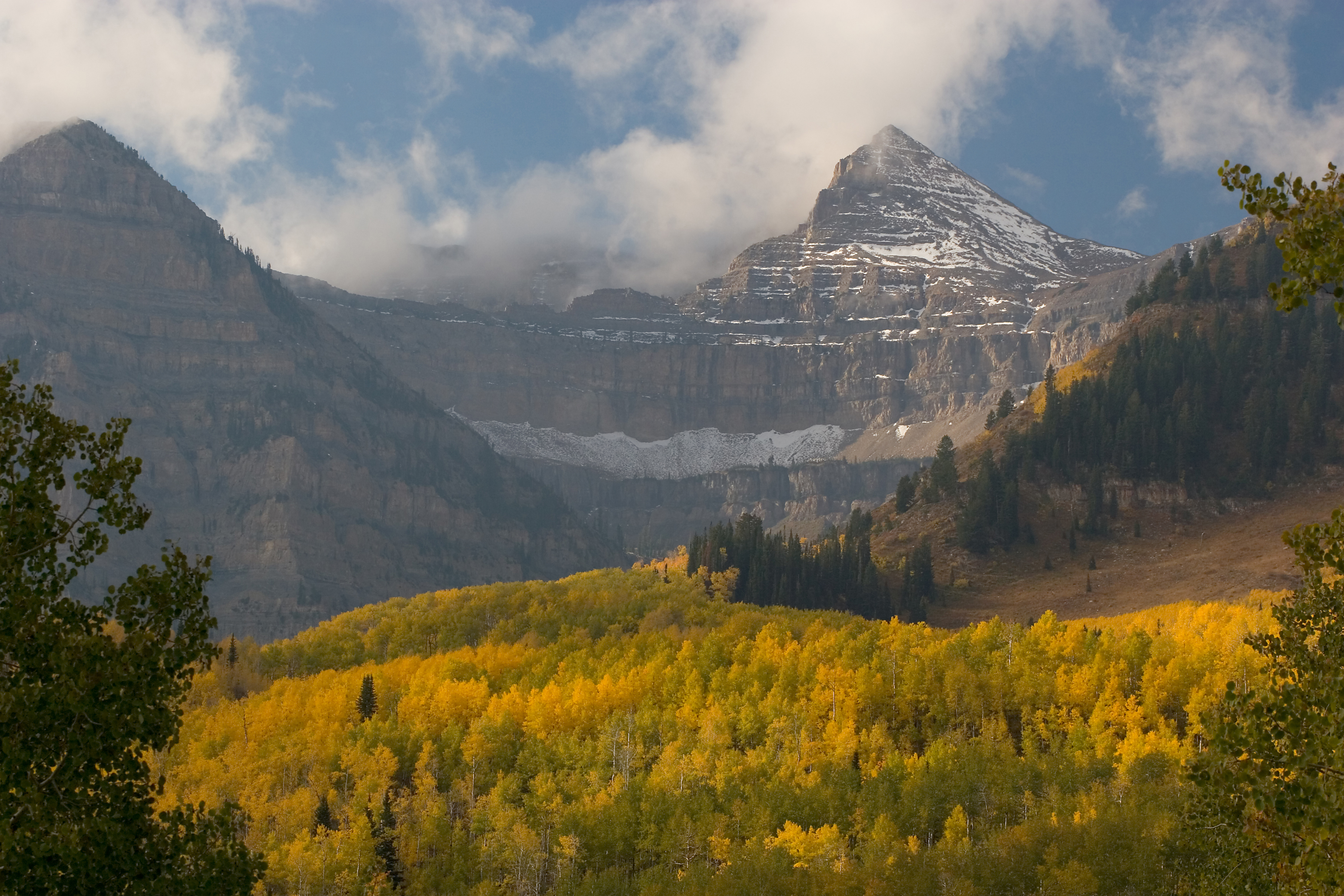
Национальный лес Юинте

- Национальный монумент Тимпаногос-Кейв
- Национальный лес Ашли (частично)
- Национальный лес Манти-Ла Саль (частично)
- Национальный лес Юинте (частично)
- Национальный лес Уошэтч-Хэш (частично)

### Города округа
```

```

| - Алпайн - Американ-Форк - Вайнъярд - Вудленд Хилс - Гошен - Дженола - Дрейпер - Игл-Маунтин - Линдон - Лихай - Мейплтон - Орем - Пейсон | - Плезант-Гров - Прово - Сантакин - Саратога-Спрингс - Сейлем - Сидар-Форт - Сидар-Хилс - Спаниш-Форк - Спрингвилл - Фэрфилд - Хайленд - Элк-Ридж |

### Невключённые территории
- Бенджамин
- Уэст-Маунтин
- Лейк-Шор
- Палмайра
- Спринг-Лейк
- Тисл (Исчезнувший город)
- Элберта